# チャーリー・ジェンキンス
チャーリー・ジェンキンス (Charles ("Charlie") Lamont Jenkins、1934年1月7日 - )は、アメリカ合衆国の陸上競技選手。1956年メルボルンオリンピックの金メダリストである。

## 経歴
ジェンキンスは、1955年のAAUの大会の440ヤード走のチャンピオンであるにもかかわらず、1956年メルボルンオリンピックでは、注目は同じアメリカ人でもルイス・ジョーンズの方に集まっていた。ジョーンズは当時の世界記録保持者で、オリンピックの選考会の優勝者であった。一方でジェンキンスはジョーンズから大きく離された3位という結果であった。ジェンキンスは、メルボルンオリンピックの400mでは、予選、準決勝とも3位で、かろうじて決勝に進出。しかし決勝では一転して最高のレースを見せ、金メダルを獲得。さらに4×400mリレーでも、ジョーンズらとともに金メダルを獲得した。
ジェンキンスの息子のチップ・ジェンキンスも1992年バルセロナオリンピックに出場、4×400mリレーのアメリカチームの補欠選手として、予選に出場している。